# Daisy Lowe
Daisy Rebecca Lowe (n. Primrose Hill, Londres; 27 de enero de 1989) es una modelo inglesa. Ha modelado para sesiones de fotos editoriales y campañas publicitarias comerciales y ha trabajado como modelo de pasarela. Es la hija de Pearl Lowe, cantautora convertida en diseñadora textil y de moda, y Gavin Rossdale, vocalista de la banda Bush.

## Primeros años
Creció en Primrose Hill, en el norte de Londres, y se quedó con sus abuelos para continuar su educación en la South Hampstead High School cuando su madre, Pearl Lowe, se trasladó a Hampshire.

## Carrera
Lowe comenzó a modelar a la edad de dos años, e hizo algunas sesiones fotográficas cuando tenía 12 y 14 años de edad. A los 15 años fue abordada por un cazatalentos en Camden Town, y como resultado firmó un contrato con Select, una agencia de modelos de Londres.
En febrero de 2006, apareció en Vogue Italia, con fotos del fotógrafo de Nueva York Steven Klein, que la fotografió en marzo de 2007 para la revista gráfica W denominada "Xurbia". En septiembre de 2006, posó para el catálogo de Urban Outfitters, apareció en anuncios impresos de French Connection y fue reseñada en la revista británica Harper's Bazaar. Apareció en una edición de la revista Jane junto a su colega modelo Lydia Hearst-Shaw en marzo de 2007. Apareció en Vogue Italia por segunda vez en mayo; y en agosto, posó desnuda en la portada de la revista i-D con su entonces pareja, Will Cameron (de la banda Blondelle), fotografiada por Terry Richardson.
En pasarela, Lowe fue elegida por Karl Lagerfeld para modelar para Chanel, y ha aparecido en las pasarelas de Nueva York, Milán y Londres para Topshop y diseñadores como PPQ, Nanette Lepore, Sue Stemp, Charlotte Ronson, Henry Holland, y Vivienne Westwood. Ha modelado para Agent Provocateur durante los últimos tres años, y su imagen ha sido usada por Burberry, zapatos Converse, Dr. Martens, Hooch, Wheels and Doll Baby, Ben Sherman, Frost French, Hari, Karen Millen, Diesel SpA y Whistles, así como para la última colección de vestidos de encaje de su madre.
De la campaña de Whistles, Lowe dijo:

"[It] was a favourite shoot of mine... Modelling is a cool outlet for me to express myself, and fashion has always fascinated me. I love that fashion crosses into my other passions – music and art."
"[Este] fue uno de mis rodaje favoritos ... El modelaje es una forma agradable para poder expresarme, y la moda siempre me ha fascinado. Me encanta que la moda se cruze con mis otras pasiones -la música y el arte"

.
Su trabajo en revistas incluye editoriales y portadas de publicaciones como Tatler, Elle, GQ, Vogue, Paradis, Marie Claire, Interview, Jalouse, Teen Vogue, Dirty Glam, Grazia, In Style, Nylon y The Sunday Times Style, entre muchos otros.
Recientemente, ha aparecido en las campañas de Marc by Marc Jacobs, Louis Vuitton, Pringle of Scotland, DKNY, Mango y Esprit.
Lowe tiene alguna experiencia en otros medios de comunicación, incluyendo ser el foco de ocho capítulos de la serie documental de la BBC Two "Fly on the wall (serie): Clase 2008", de ser coanfitriona de la mejor vestida 2008 de la revista Glamour con Peaches Geldof para el canal Fiver, y una breve contribución a un blog Elle UK online. Lowe ha trabajado como DJ, apareció en los videos musicales NYC Beat de Armand Van Helden y Bloodthirsty Bastards de Dirty Pretty Things, ha sido anfitriona de eventos de Tommy Hilfiger y Dolce & Gabbana, y en abril de 2008 hizo una grabación en un estudio de Nueva York con el productor Mark Ronson, con quien tuvo una breve relación romántica.
En 2009 también se la vio actuando en la película inspirada en The First Days of Spring, el segundo álbum de Noah and the Whale.
Fue elegida para estar en el Calendario Pirelli 2010 fotografiada por Terry Richardson en Bahía (Brasil). A lo largo de mayo del 2010, Daisy documentó sus decisiones diarias de moda y estilos para el artículo de Vogue.co.uk "Today I'm Wearing". En agosto de 2010, se convirtió en el rostro del reciente relanzamiento de la marca de los años setenta Biba. También es el rostro de la campaña de joyería de 2011 de Stephen Webster.
En 2011, posó en topless para la revista Esquire y desnuda para Playboy. También, en 2011, apareció en el vídeo musical de Miles Kane "Come Closer".

## Vida personal
Hasta el año 2004, Lowe se creía que era la hija del exmarido de Pearl Lowe, Bronner Lowe, pero una prueba de paternidad reveló que su padrino, el cantante y guitarrista de Bush, Gavin Rossdale, era en realidad su padre biológico. Su madre Pearl Lowe escribió acerca de la situación en su libro, All That Glitters. La paternidad de Daisy no fue cuestionada desde el principio, y Pearl registra "Bronner Lowe" en la partida de nacimiento de Daisy. A los 14 años, Daisy se enteró de que ni Bronner ni su madre compartían su tipo de sangre O. Ella pensó equivocadamente que un padre debía compartir su tipo de sangre y que Bronner no podía ser su padre (basado en un malentendido común del tipo de sangre hereditario). Daisy se enfrentó a su madre, quien admitió una relación de una noche con Rossdale. Daisy y los abogados de Pearl organizan una prueba de paternidad, que Rossdale rechazó inicialmente. Los resultados confirmaron que Rossdale era su verdadero padre.
Lowe salió con el productor Mark Ronson, pero se separó después de una pelea. Después se le vinculó con Tinie Tempah. También tuvo una relación con Matt Smith, más conocido como el undécimo Doctor en Doctor Who, con quien terminó en 2011 debido a compromisos de trabajo.
En octubre de 2022 se hizo público que iba a ser madre por primera vez con su prometido Jordan Saul. En abril de 2023 nació su hija Ivy Love Saul.